# Distretto di Vallée du Bandama
Il distretto di Vallée du Bandama è uno dei quattordici distretti della Costa d'Avorio. Ha per capoluogo la città di Bouaké ed è suddiviso nelle due regioni di Hambol e Gbêkê.
La popolazione censita nel 2014 era pari a 1.440.826 abitanti.